# La Joven Guipúzcoa
La Joven Guipúzcoa fue un periódico editado en la ciudad española de San Sebastián desde 1863.

## Descripción
Dirigido por Joaquín Jamar, que contaba con la ayuda de B. Feced en la edición, comenzó a publicarse en 1863. Salía los martes, jueves y domingos, en un pliego de cuatro páginas en folio mayor que imprimía Ignacio Ramón Baroja. Subtitulado «órgano de todos los intereses de la provincia», publicó también algunos trabajos literarios, como los cuentos Desde la patria al cielo y La madrastra, de Antonio de Trueba. Ofrecía en la capital guipuzcoana una suscripción trimestral por dieciocho reales y una anual por setenta, precios que ascendían a veinte y ochenta, respectivamente, en provincias.